# Roza Eskenazi
Roza Eskenazi (mediados de 1890 - 2 de diciembre de 1980, en griego: Ρόζα Εσκενάζυ) fue una famosa cantante griega de "Rembetikó" y música tradicional griega de Asia Menor, cuyas grabaciones y su carrera se extendieron desde final de la década de 1920 hasta bien entrada la década de 1970.

## Infancia
Su verdadero nombre fue Sarah Skinazi hija de una pobre familia judía sefardí en Estambul. A lo largo de su carrera ella ocultó su verdadera fecha de nacimiento, y afirmó haber nacido en 1910. De hecho, ella era por lo menos una década mayor, y nació probablemente entre los años 1895 y 1897. 
Su padre, Avram Skinazi, era un vendedor de trapos. Además de Roza, él y su esposa Flora tuvieron dos hijos, Nisim, el mayor, y Sami.
Poco después del giro del siglo, la familia Skinazi se trasladó a Salónica, entonces todavía bajo el dominio otomano. La ciudad tuvo por aquel entonces una expansión económica rápida, con un crecimiento de su población de un 70 por ciento entre 1870 y 1917. Avram Skinazi encontró trabajo en una fábrica de procesamiento de algodón y tuvo varios trabajos para mejorar la situación financiera de su familia. En ese momento, confió a la joven Sarah a una muchacha vecina, que enseñaba a varios niños de la localidad lectura y escritura básicas. Estas sesiones conformaron su educación formal.
Durante algún tiempo, Sarah, su hermano y su madre vivieron en las cercanías de Komotini, una ciudad que en ese momento, todavía tenía una considerable población de habla turca. La madre de Roza encontró allí trabajo como empleada doméstica para una familia adinerada, y Roza la ayudó con las tareas domésticas.
Un día, los propietarios turcos de una taberna local escucharon cantar a Sarah. Ellos quedaron cautivados por su voz, y de inmediato salieron a la puerta para expresarles su deseo de contratarla para cantar en su club. La madre de Sarah se enfureció ante la posibilidad de que su hija -o cualquier otro miembro de su familia- se convirtiera en un "artista". Años más tarde, en una entrevista, Roza admitió que su estadía en Komotini fue determinante en su vida. Fue allí, dijo, cuando decidió convertirse en cantante y bailarina.

## Comienzos de la carrera
Sarah no iba a realizar este sueño hasta su regreso a Salónica. En ese momento, la familia había alquilado un apartamento cerca del Teatro Gran Hotel de la ciudad, y varios de los vecinos representaron allí. Diariamente, Sara ayudaba a dos de los bailarines a llevar sus trajes al teatro, con la esperanza de que algún día aparecería en el escenario junto a ellos. Fue allí cuando ella finalmente comenzó su carrera como bailarina.
Siendo todavía una adolescente, Sarah Skinazi se enamoró de Yiannis Zardinidis, un hombre rico de una de las familias más prominentes de Capadocia. La familia Zardinidis no aprobó a Sarah, considerando que ella carecía de buena moral. Sin embargo, los dos se fugaron alrededor de 1913, y Sarah cambió su nombre por el de Roza, el nombre con el que fue conocida durante toda su carrera.
Zardinidis murió, en circunstancias desconocidas, alrededor del año 1917, dejando a Roza con un niño pequeño, Paraschos. Al darse cuenta de que no podía mantener su carrera como intérprete y al mismo tiempo criar a un niño, ella lo dejó en la guardería San Taksiarchis en la ciudad de Ksanthi. La familia del padre del niño accedió a ayudar a mantener al niño allí, y Paraschos Zardinidis eventualmente creció y fue un oficial de alto rango en la Fuerza Aérea Griega. No fue hasta años más tarde que finalmente se reunió con su madre, después de encontrarla en Atenas en 1935.

## Atenas
Roza se había trasladado a Atenas poco después de la muerte de Zardinidis para continuar su carrera musical. Ella rápidamente se unió a dos artistas de cabaret de Armenia, Seramous y Zabel, que al parecer les gustaba porque podían hablar con ella en turco, y porque demostró talento como cantante. Si bien continuó actuando como bailarina, Roza también comenzó a cantar para los clientes del club en griego, turco y armenio. Fue allí que ella fue "descubierta" por el conocido compositor y empresario Panagiotis Toundas a finales de 1920. Toundas inmediatamente reconoció su talento y le presentó a Vassilis Toumbakaris de Columbia Records.

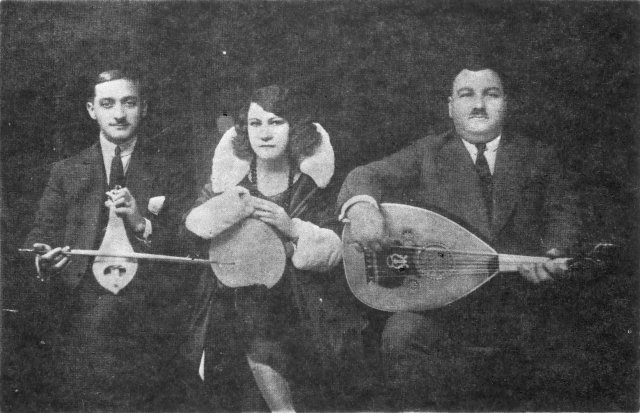
K. Lambros, R. Eskenazi, A. Tomboulis (Athens, c. 1930)

Las dos primeras grabaciones de Roza para Columbia, Kalamatiano Mandili y Koftin Eleni Tin Elia (c. 1928) marcaron el comienzo de una carrera discográfica que seguiría casi sin interrupción hasta bien entrada la década de 1960. A mediados de la década de 1930, ya había grabado más de 300 canciones para ellos, y se había convertido en una de sus estrellas más populares. Algunas de las canciones fueron músicas folclóricas, especialmente de Grecia y Esmirna (Izmir) en Turquía. Su contribución más importante a la música local, sin embargo, fueron sus grabaciones de Rebético y sobre todo la Esmirna de la escuela de Rebético. Ella fue, casi solitariamente, en pos del avance de la música en la cultura popular, y aún hoy en día su sonido único sigue siendo identificado con el género.
Poco después que comenzó a grabar, Roza también actuó todas las noches en la discoteca "Taygetos" en Atenas. Figuraron en el escenario con ella Toundas, el violinista Salonikios, y el tocador de laúd Agapios Tomboulis. Eskenazi, sin embargo, fue la estrella del espectáculo, ganando una cifra sin precedentes, 200 dracmas por noche. Más tarde confesó a su biógrafo Kostas. Hatzidoulis que debería haber sido mucho más rica, solo por los ingresos del espectáculo, pero que tenía una debilidad por las joyas caras y gastó muchos de sus ingresos en ellas.

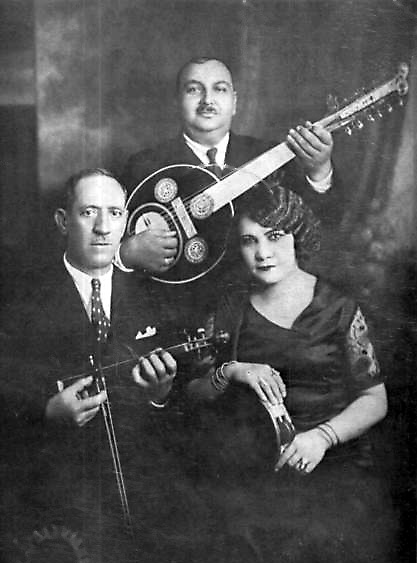
D. Semsis, A. Tomboulis, R. Eskenazi (Athens, 1932)

A medida que su carrera floreció, Eskenazi firmó un contrato exclusivo con Columbia Records, alrededor de los años 1931 o 1932. De acuerdo con los términos de su contrato, ella grabaría por lo menos 40 canciones al año y recibiría un 5 por ciento por cada uno de sus discos que vendiera. En ese momento, ella era la única artista femenina griega que tenía un acuerdo de royalties con las compañías discográficas.

## Carrera internacional
En poco tiempo, su carrera se extendió más allá de los límites políticos de Grecia a la diáspora griega. Junto con Tomboulis, ella viajó a Egipto, Albania y Serbia, recibiendo una cálida recepción no solo de los locales las comunidades griegas, sino también de las comunidades turcas. Su música tenía una cierta indecencia, y una de sus canciones, Πρέζα όταν Πιείς ("Cuando tú tomas cocaína"), fue censurada inclusive por el dictador griego Ioannis Metaxas. Como resultado de su decisión, muchos otros artistas tradicionales Rebético fueron marginados, aunque las nuevas tendencias en el género, dirigido por Vassilis Tsitsanis, fueron ganando terreno.

## Segunda Guerra Mundial
En poco tiempo, sin embargo, la propia independencia de Grecia sería un desafío. En 1940, Italia invadió, y en 1941 el ejército alemán ocupó el país. A pesar del régimen represivo, Roza continuó tocando, y en 1942, ella inclusive abrió su propio club nocturno, "Krystal", junto con Paraschos, su hijo, con quien ya se había reunido. A pesar de que era judía, se las había arreglado para obtener un certificado de bautismo falso, aunque su seguridad estaba garantizada también por una relación que tuvo con un oficial alemán.
Pero Roza Eskenazi no fue una traidora o una colaboracionista. Utilizó su posición privilegiada para apoyar a la resistencia local, y escondió combatientes de la resistencia e incluso agentes ingleses en su casa. Ella también fue capaz de rescatar a judíos en Atenas y Salónica. Entre los que ella salvó de la deportación a Auschwitz estaba su propia familia. En 1943, su trama se descubrió, y Eskenazi fue arrestada. Pasó tres meses en la cárcel hasta que, por los esfuerzos de su amante alemán y su hijo logró quedar en libertad . Pasó el resto de la guerra en la clandestinidad, temiendo que pudiera ser arrestada nuevamente.

## Los años de la posguerra
En el transcurso de su larga carrera, Roza desarrolló buenas relaciones no solo con [Columbia Records] Vassilis Toumbakaris, sino también con Minos Matsas, que había fundado recientemente Odeon / Parlophone. Esto le permitió promover las carreras de muchos otros artistas bien conocidos, incluyendo Marika Ninou y Stella Haskil. Ella las introdujo en el sindicato de músicos "Allilovoithia", y en poco tiempo ya estaban grabando con Vassilis Tsitsanis.
Después de la guerra, en 1949, Roza regresó a Patras para obtener una nueva cédula de identidad. Ella dio unos pocos conciertos también, pero el verdadero momento decisivo en su vida fue cuando conoció a Christos Philipakopoulos, un joven oficial de policía casi treinta años menor que ella. A pesar de la diferencia de edad, los dos se enamoraron. Era una relación que duraría, en una u otra forma, para el resto de la vida de Roza.
Aunque Roza había realizado giras en los Balcanes, no fue hasta 1952 que hizo su primera gira por los Estados Unidos para presentarse ante las diásporas griega y turca allí. El viaje fue patrocinado por el Bar y Restaurante Partenón en Nueva York y se extendió por varios meses.
Esta fue la primera de las varias giras musicales en el extranjero. En 1955, el empresario albano Ayden Leskoviku de la Balcanes Record Company la invitó a interpretar y grabar en Estambul, la ciudad donde nació. Con el tiempo ella grabó alrededor de cuarenta canciones para Leskoviku, y recibió cerca de $ 5.000 por ellas. Aunque se trataba de una suma relativamente insignificante, más tarde afirmó que sus tasas de rendimiento y consejos fueron diez veces esa cantidad.
Poco después de Estambul se embarcó en dos giras más por los Estados Unidos, y actuó en Nueva York, Detroit y Chicago. El 5 de julio de 1958, durante su segundo viaje a los EE. UU., se casó con Frank Alexander. La boda parece haberse consumado solo por conveniencia. Esto era necesario para que ella consiga un permiso de trabajo en los EE. UU. Sin embargo, Eskenazi se enamoró de América y habría emigrado allí si no fuera por su otro amor, Christos Philipokopoulos. Volvió a Atenas en 1959 para poder estar con él. Ella compró para ellos dos una gran casa en Kipoupoli con el dinero que ganó en los Estados Unidos , así como dos camiones y algunos caballos. Ella y Philipakopoulos vivirían en esa casa para el resto de sus vidas.

## Decadencia y resurgimiento
Eskenazi tenía unos sesenta años, y la escena musical en Grecia había cambiado considerablemente desde que comenzó su carrera cuatro décadas antes. Smyrneiko (la música de Esmirna) y Rebético habían disminuido en popularidad, y ella, así como otros maestros del género, fueron relegados a apariciones ocasionales en los festivales de pueblo y otros pequeños eventos. Aunque grabó algunas canciones en los años siguientes, éxitos bien conocidos, estas solo fueron grabadas en las compañías discográficas de menor importancia en Atenas.
Fue solo a finales de 1960 que hubo cierto interés renovado en su trabajo anterior. RCA grabó dos 45s con cuatro de sus canciones (incluyendo Sabah Amanes") con el violinista Dimitris Manisalis, pero el lanzamiento fue limitado. Todo esto cambió, sin embargo, en los últimos días de la dictadura militar a principios de 1970. De pronto, los jóvenes del país desenvolvieron un renovado interés por los temas urbanos del pasado, y varias recopilaciones importantes fueron lanzadas. Una de las más conocidas fue "Rebetiki Istoria", una colección de seis grabaciones de música Rebético, que vendió cientos de miles de copias. Después de más de una década en que fue el centro de atención, Roza Eskenazi, ahora a sus setenta años, era una estrella nuevamente.
Lo que determinó a esta década, aparte de su carrera anterior, fue la aparición de la televisión. Roza se adaptó rápidamente al nuevo medio y apareció en una serie de espectáculos. En 1973, su vida fue documentada en el cortometraje "Para Bouzouki", (dirigido por Vassilis Maros) y en 1976 ella hizo un especial de televisión con Haris Alexiou, que incluyó entrevistas y canciones, como así también un par de otras apariciones. Durante ese tiempo, sin embargo, Roza nunca abandonó sus raíces en los clubes nocturnos del país, y ella hizo un programa semanal en vivo en Themelio", un club nocturno en Plaka.
Como una de las pocas cantantes sobrevivientes Rebetiko que se mantuvo activa en ese momento, los artistas y musicólogos comenzaron a estudiar su estilo, que se consideraba el único "auténtico". Esto tuvo un impacto duradero en una nueva generación de artistas como Haris Alexiou (con quien ella apareció en la televisión) y Glykeria. La tragedia fue que mientras los músicos y académicos estaban intrigados por sus habilidades, así como por su conocimiento sobre un mundo musical perdido, el público en general fue menos entusiasta, y la consideraba más bien una curiosidad. Sin embargo, ella siguió actuando, dando su último concierto en septiembre de 1977, en la ciudad de Patras. Admiradores de todas las edades vinieron a verla cantar y bailar y hacerse una idea de la música del pasado.

## Últimos días
Eskenazi pasó sus últimos años en calma, en su casa en Kipoupoli, junto con Christos Philipakopoulos. A pesar de que era judía de nacimiento, se convirtió a la fe ortodoxa griega en 1976, y pasó a llamarse Rozalia Eskenazi. Después de dos años, comenzó a mostrar síntomas de la enfermedad Alzheimer, y en algunas ocasiones no supo volver a su casa. En el verano de 1980, se resbaló en su casa y se rompió la cadera. Por este motivo estuvo internada tres meses en 
el hospital, con Christos constantemente a su lado, atendiendo a sus necesidades. Regresó por poco tiempo a casa, pero pronto volvió a una clínica privada debido a una infección. Ella murió el 2 de diciembre de 1980.
Roza Eskenazi fue enterrada en una tumba sin nombre en la aldea de Stomyo en Korynthia. En 2008, el Comité Cultural de la aldea recaudó dinero suficiente para erigir una lápida sencilla, con la inscripción: "Roza Eskenazi, Artista."

## Biografías
En 1982, dos años después de su muerte, Kostas Hatzidoulis publicó un breve libro de memorias titulado Αυτά που Θυμάμαι" ("Las cosas que recuerdo"), basado en entrevistas que Eskenazi dio en su vida. Incluido en el libro hay una vasta colección de fotografías, especialmente de los primeros años de su carrera artística.
En 2008, el cineasta Roy Sher de Producciones Sher comenzó a trabajar en un documental musical llamado "My Sweet Canary", basado en la vida y la carrera de Roza Eskenazi. La película, una coproducción internacional, sigue el recorrido de tres jóvenes músicos de Grecia, Turquía e Israel, que embarcan en un viaje en busca de los más conocidos y queridos artistas griegos de Rebético. La película fue lanzada en la primavera de 2011.